# Andrej Golić
Andrej Golić (* 10. Februar 1974 in Banja Luka, Jugoslawien) ist ein ehemaliger französischer Handballspieler bosnisch-herzegowinischer Herkunft. Seine Spielposition war Rückraum Mitte.

## Karriere
Andrej Golić ist er Sohn des ehemaligen jugoslawischen Handballspielers und -trainers Borislav Golić und dessen mazedonischen Mutter. Er wuchs in Bosnien-Herzegowina auf und begann in Banja Luka mit dem Handballspielen, bei dem er mit 15 Jahren in der Herrenmannschaft debütierte. 1991 siedelte er zusammen mit seinem Vater, der Trainer bei USAM Nîmes wurde, nach Frankreich über. Zunächst spielte er bei Girondins de Bordeaux HBC. Danach bis 1995 bei USAM Nîmes. Dann wechselte er zu Montpellier HB. Dem Verein, mit dem er seine größten Erfolge feiern konnte, hielt er bis 2006 die Treue. Er wechselte dann zu RK Zagreb, musste aber im April 2007 seine Karriere wegen einer Knieverletzung vorzeitig beenden.
Seit seinem Karriereende als aktiver Spieler arbeitet Golić als Handballmanager und Spielberater.
Er ist verheiratet mit Marié und hat ein Kind.

## Erfolge
Mit Montpellier HB wurde Golić insgesamt acht Mal Französischer Meister (1998, 1999, 2000, 2002, 2003, 2004, 2005 und 2006) und wurde siebenmal Pokalsieger (1999, 2000, 2001, 2002, 2003, 2005 und 2006). 2003 gewann er mit Montpellier die EHF Champions League. 1998 erhielt Golić die französische Staatsbürgerschaft und spielte dann in der französischen Nationalmannschaft. Mit Frankreich wurde er 2001 Weltmeister. 2003 und 2005 wurde er mit Frankreich jeweils WM-Dritter. Bei den Olympischen Spielen in Sydney 2000 wurde er mit Frankreich Sechster.